# 皮膚糸状菌選択培地

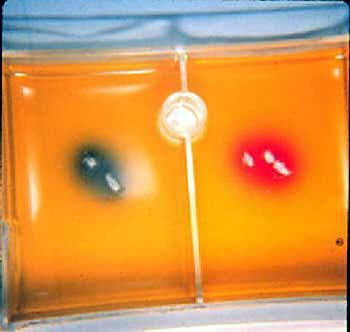
2日間培養した皮膚糸状菌選択培地;右がMicrosporum canis

皮膚糸状菌選択培地（ひふしじょうきんせんたくばいち、英：Dermatophyte test medium（DTM））は、medical mycologyで使用される特殊な寒天である。
サブーローデキストロース寒天培地をベースに、腐生菌の増殖を阻害するシクロヘキシミド、細菌の増殖を阻害する抗生物質、pH指示薬のフェノールレッドを加えたものである。pH指示薬は、皮膚糸状菌の鑑別に有用であり、皮膚糸状菌はpreferred metabolismのために窒素物質を使用し、アルカリ性の副生成物を生成し、培地を赤色に変える。典型的な腐生菌は培地中の炭水化物を利用し、酸性の副産物を生成し、培地を赤色に変えない。